# Nel van Dijk
Petronella Bernardina Maria (Nel) van Dijk (Tilburg, 22 oktober 1952) is een Nederlands politica voor GroenLinks en de Communistische Partij van Nederland.
Van Dijk studeerde in 1972 af van de hbs en werkte vervolgens als archiefbeheerder in de staalindustrie. In 1982 kwam zij voor de CPN in de Provinciale Staten van Noord-Brabant. Daarnaast werd zij lid van het partijbestuur van de CPN. In 1984 verliet zij haar baan in de staalindustrie en de provinciale staten.
In 1987 werd zij tussentijds lid van het Europees Parlement voor de CPN, dat onderdeel was van het Groen Progressief Akkoord. Er was binnen het GPA afgesproken dat de CPN en PPR afgevaardigde ieder een halve periode zouden uitzitten. Zij verving Herman Verbeek van de PPR. In 1989 werd zij herkozen in het Europees parlement en nu mocht zij de gehele periode uitzitten. Tussen 1992 en 1994 was zij voorzitter van de commissie voor vervoer en toerisme. In deze periode zette zij zich met name in voor het milieu. Zo pleitte zij voor een trans-Europees netwerk van aquaducten en voor beperkingen op het vervoer van chemische en radioactieve stoffen. In 1994 werd zij voor GroenLinks, waarin de CPN intussen was opgegaan, lijsttrekker bij de Europese verkiezingen en tussen 1994 en 1998 enig fractielid. In dezelfde periode was zij voorzitter van de commissie voor de rechten van de vrouw. Naast milieu werden nu ook vrouwenrechten belangrijk voor Van Dijk. In 1997 pleitte zij voor diervriendelijker vervoer van levende dieren, door een maximale reistijd in te stellen en dieren te slachten in het land van herkomst. Daarnaast zette zij zich in voor de rechten van vrouwen, zij droeg beslissend bij aan legalisering van abortus binnen Europa. Ook werd zij bekend om haar strijd tegen fraude, te luxe regelingen en voorzieningen voor parlementariërs en voor openheid van het parlement. Daarbij gebruikte zij ook verborgen camera's en zocht ook in ambtelijke prullenmande naar vertrouwelijke stukken.
In 1998 verliet zij het parlement om directeur te worden van het Landelijk Bureau Leeftijdsdiscriminatie. Joost Lagendijk volgde haar op. Zij werd toen ook ridder in de Orde van Oranje-Nassau. Zij was van 2002 tot 2007 voorzitter van de Vereniging Milieudefensie. In 2003 werd zij directeur van het Instituut voor Publiek en Politiek (IPP) waarvoor zij onder andere projectleider bij de Referendumwijzer was voor het referendum over de Europese Grondwet in 2005. Het IPP ging in oktober 2010 op in het Huis voor democratie en rechtsstaat, thans ProDemos, waarvan zij plaatsvervangend directeur was.
Ze bleef ook actief voor GroenLinks. Ze werd voorzitter van de referendumcommissie van de partij, en leidde het GroenLinks-lijsttrekkersreferendum 2012. Op 12 oktober 2012 volgde ze Andrée van Es op als voorzitter van de commissie die een analyse moet uitvoeren van de verkiezingsnederlaag van GroenLinks bij de Tweede Kamerverkiezingen van september 2012.
- International Standard Name Identifier: 0000 0003 8706 0374
- Nederlandse Thesaurus van Auteursnamen: 088187713
- Parlement.com: vg09llzhlht3
- Virtual International Authority File: 279904032
- WorldCat: E39PBJbM4jXqdGGF3CdBtTGbVC